# Systenoplacis quinqueguttatus
Systenoplacis quinqueguttatus là một loài nhện trong họ Zodariidae.
Loài này thuộc chi Systenoplacis. Systenoplacis quinqueguttatus được Rudy Jocqué miêu tả năm 2009.